# Otis (Kansas)
Otis is een plaats (city) in de Amerikaanse staat Kansas, en valt bestuurlijk gezien onder Rush County.

## Demografie
Bij de volkstelling in 2000 werd het aantal inwoners vastgesteld op 325.
In 2006 is het aantal inwoners door het United States Census Bureau geschat op 311, een daling van 14 (-4,3%).

## Geografie
Volgens het United States Census Bureau beslaat de plaats een oppervlakte van
0,8 km², geheel bestaande uit land. Otis ligt op ongeveer 621 m boven zeeniveau.

## Plaatsen in de nabije omgeving
De onderstaande figuur toont nabijgelegen plaatsen in een straal van 16 km rond Otis.